# Nada Sehnaoui
Pour les articles homonymes, voir Sehnaoui.
 (juin 2020).
La mise en forme du texte ne suit pas les recommandations de Wikipédia : il faut le « wikifier ».
Les points d'amélioration suivants sont les cas les plus fréquents. Le détail des points à revoir est peut-être précisé sur la page de discussion.
- Les titres sont pré-formatés par le logiciel. Ils ne sont ni en capitales, ni en gras.
- Le texte ne doit pas être écrit en capitales (les noms de famille non plus), ni en gras, ni en italique, ni en « petit »…
- Le gras n'est utilisé que pour surligner le titre de l'article dans l'introduction, une seule fois.
- L'italique est rarement utilisé : mots en langue étrangère, titres d'œuvres, noms de bateaux, etc.
- Les citations ne sont pas en italique mais en corps de texte normal. Elles sont entourées par des guillemets français : « et ».
- Les listes à puces sont à éviter, des paragraphes rédigés étant largement préférés. Les tableaux sont à réserver à la présentation de données structurées (résultats, etc.).
- Les appels de note de bas de page (petits chiffres en exposant, introduits par l'outil «  Source ») sont à placer entre la fin de phrase et le point final[comme ça].
- Les liens internes (vers d'autres articles de Wikipédia) sont à choisir avec parcimonie. Créez des liens vers des articles approfondissant le sujet. Les termes génériques sans rapport avec le sujet sont à éviter, ainsi que les répétitions de liens vers un même terme.
- Les liens externes sont à placer uniquement dans une section « Liens externes », à la fin de l'article. Ces liens sont à choisir avec parcimonie suivant les règles définies. Si un lien sert de source à l'article, son insertion dans le texte est à faire par les notes de bas de page.
- La présentation des références doit suivre les conventions bibliographiques. Il est recommandé d'utiliser les modèles {{Ouvrage}}, {{Chapitre}}, {{Article}}, {{Lien web}} et/ou {{Bibliographie}}. Le mode d'édition visuel peut mettre en forme automatiquement les références.
- Insérer une infobox (cadre d'informations à droite) n'est pas obligatoire pour parachever la mise en page.

Pour une aide détaillée, merci de consulter Aide:Wikification.
Si vous pensez que ces points ont été résolus, vous pouvez retirer ce bandeau et améliorer la mise en forme d'un autre article.
Nada Sehnaoui (née en 1958, à Beyrouth) est une artiste plasticienne et activiste politique. Son œuvre englobe la peinture, les techniques mixtes, la sculpture et les installations. Active depuis les années 1990, elle fait partie intégrante de la scène artistique libanaise de l'après-guerre civile de 1975-1990. Elle est une pionnière des installations publiques de grande échelle au Liban et au Proche-Orient.   

## Biographie

### Jeunesse et études
Adolescente, elle assiste au début de la guerre civile, en 1975, et observe de près la division mentale et physique de la capitale libanaise entre est et ouest, ainsi que le danger de traverser la ligne de démarcation qui sépare alors la résidence familiale située à Beyrouth-est et l'école qu'elle fréquente, située à Beyrouth-ouest. 
Sehnaoui poursuit ensuite ses études universitaires en France et aux États-Unis. En 1981, elle obtient un Master en sociologie de l'université Paris-Nanterre et un diplôme en études cinématographiques théoriques de l'université Sorbonne-Nouvelle (Paris III). Deux ans plus tard, elle s'installe aux États-Unis où elle suit des études de production de films à l'université de Boston. En 1985, elle retourne au Liban, où son fils Abdallah Salam naît un an plus tard. Ici, elle termine sa thèse de DEA-Diplôme d'Études Approfondies en histoire qu'elle présente à l'université Paris-Sorbonne en 1987. Elle retourne ensuite aux États-Unis en 1989 et s'inscrit à la School of the Museum of Fine Arts de Boston, dont elle reçoit un diplôme et une cinquième année en 1995. Elle retourne alors s'installer à Beyrouth, où elle réside et travaille depuis. 

### Carrière artistique

#### Début de carrière: peintures et séries en techniques mixtes (1993-2000)
Influencée par son expérience à Beyrouth durant la guerre civile de 1975-1990, Sehnaoui explore très tôt les questions de séparation et de fragmentation physique et sociale. Elle se penche non seulement sur l'histoire de la capitale libanaise, mais aussi sur celles d'autres villes meurtries par les guerres. Elle s'intéresse alors aux archives visuelles et textuelles de guerres dans différents pays, et commence à incorporer ce matériel dans des peintures et des œuvres en techniques mixtes. Son investissement dans le travail avec le texte deviendra une caractéristique du travail de Sehnaoui. 
L'une de ses premières séries de peintures, War Games (en français : Jeux de guerre) (c.1995) s'intéresse à des questions de division mentale et physique, et de la difficulté de traverser une ville divisée en temps de guerre. Les tableaux, dans lesquelles Sehnaoui insérait parfois des images d'archive, des coupures de presse ou du texte faisaient référence aux paysages urbains divisés de Beyrouth et de Jérusalem. De même, la série de peintures Sarajevo (1995), réalisée avec des techniques similaires, témoignait de la vie de tous les jours des habitants de cette ville durant les guerres de Yougoslavie, tout en suggérant des parallèles avec la vie des Beyrouthins durant la guerre civile. 
À partir du milieu des années 1990, Sehnaoui se concentre sur la mémoire de la guerre civile au Liban, et en particulier sur l'amnésie collective du conflit cautionnée par la loi d'amnistie de 1991. Ainsi, Lebanese War Statistics (1995) (en français : Les Statistiques de la guerre du Liban) prenait comme point de départ les décomptes des nombres de morts, blessés, et disparus durant la guerre civile, tels que publiés dans les journaux occidentaux comme le New York Times et Le Monde. La série en techniques mixtes, qui incorporait de la peinture, du texte et des bandages, rendait hommage aux victimes du conflit, dans le but de réconcilier le pays. 
When Reading T.S. Eliot (1999) (en français : En Lisant T.S. Eliot) incorporait des rangées de fragments de poèmes d'Eliot, peints et fixés sur de grandes toiles. Cette série d'œuvres faisait référence au caractère cyclique du temps et à la vanité humaine, en s'inspirant de la méditation d'Eliot sur des questions existentielles, tout en suggérant des similitudes entre les illusions perdues après la Première Guerre mondiale et l'après-guerre au Liban. 

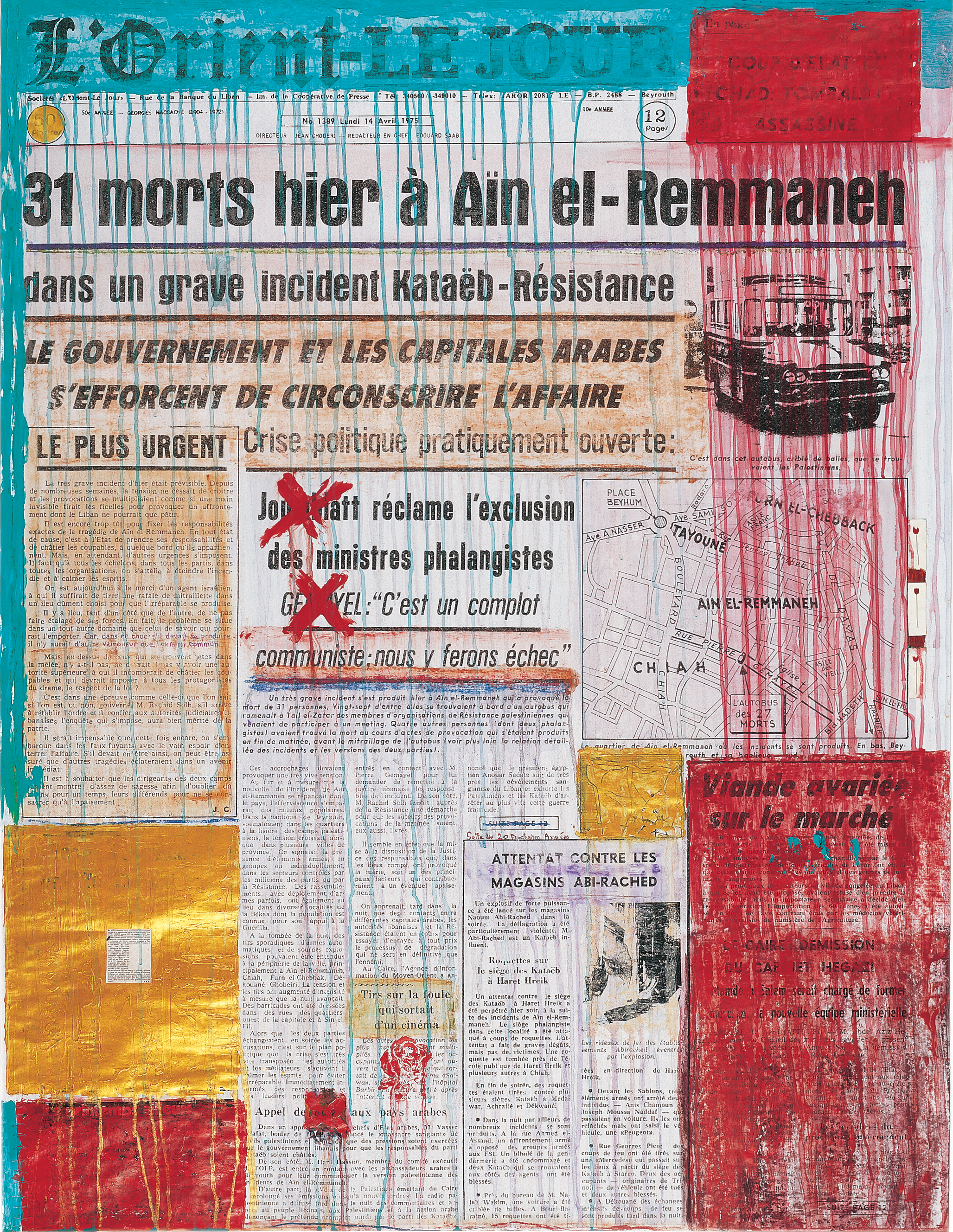
Nada Sehnaoui, Peindre L'Orient-Le Jour, 1999. Techniques mixtes sur papier, 117x152 cm. Collection privée.

En 1999, Sehnaoui repeint, découpe, reconfigure et réécrit la une du quotidien francophone libanais L'Orient-Le Jour, chaque jour pendant l'année entière. La série d'œuvres résultante, Peindre L'Orient-Le Jour 1999, réorganise ainsi le quotidien, en masquant certains articles ou en ramenant d'autres à la une, proposant un commentaire sur l'information et la désinformation, la vérité journalistique et l'utilisation de l'archive,. 
En 2000, dans la série en techniques mixtes Martyrs' Square Revisited (2000) (en français : La Place des martyrs revisitée), Sehnaoui utilise des photographies du centre-ville de Beyrouth qu’elle avait prises juste avant le début de sa reconstruction après la guerre civile, afin d'inciter la réflexion autour de l'histoire et de la mémoire de la guerre et de la ville de Beyrouth, et d'envisager sa transformation après sa destruction. 
Tout au long des années 1990, Sehnaoui a aussi abordé certains sujets socio-politiques affectant le Liban. Par exemple, Legal Violence (1998) (en français : Violence légale), traitait du droit des femmes à avoir la garde de leurs enfants sous le régime des différentes lois de la famille au Liban, qui sont gérées par des tribunaux correspondant aux différentes communautés religieuses du pays. 

#### Installations (2001–2012)
Sehnaoui est la première artiste à réaliser une installation artistique éphémère à grande échelle au Liban. Elle a également présenté des œuvres de ce genre à Tunis (Tunisie), Marseille (France), Londres (Royaume-Uni), Liège (Belgique), et Doha (Qatar). Depuis 2001, elle crée des installations éphémères spécifiques au site, que ce soit au sein d'une institution ou dans l'espace urbain. Ces œuvres sont en général constituées de dizaines, parfois de centaines d'objets banals de la vie quotidienne. Chacune des installations de Sehnaoui crée un espace de méditation personnelle, de réflexion sociale, de réconciliation et de catharsis collectives. Elle utilise des objets aussi variés que des rouleaux à pâtisserie, des balais, des journaux, des sièges de toilettes, des verres et des seaux en plastique les détournant ainsi de leur usage premier pour dire l’urgence d’une réflexion sur la mémoire de la guerre et la réconciliation nationale. 
Pour sa première installation, Promenade in Your Dreams (2001) (Promenade dans vos rêves), Sehnaoui demande à plus de 1600 élèves d'une école privée beyrouthine, l'International College, de décrire l'école de leurs rêves, par écrit ou à travers un dessin réalisé sur le papier officiel de l'école. Sehnaoui a ensuite collé toutes les réponses sur des tablettes de bois et les a exposées dans l'amphithéâtre en plein air du lycée. 
Les installations suivantes s'intéressent à la mémoire collective de la guerre civile libanaise. En 2003, Fractions of Memory (Fractions de mémoire) prend pour point de départ un appel au public de partager un souvenir de la vie quotidienne avant la guerre au centre-ville de Beyrouth, en l'écrivant sur un morceau de papier. L'installation prend la forme de 360 structures faites de 20 tonnes de papier journal libanais sur lesquelles étaient écrites les réponses du public, exposées Place des Martyrs, au cœur du centre-ville de Beyrouth,,,.
Plastic Memory Containers (2004) (Conteneurs de mémoire en plastique) interrogeait la relation qu'entretiennent les habitants de la ville libanaise de Jbeil (Byblos), riche de 6000 ans d'histoire dont ils se proclament fiers, et simultanément leur demandait de se souvenir du passé récent, ce qui leur a semblé plus difficile. Sehnaoui a ensuite rempli cent seaux de plastique blanc avec 3000 morceaux de papier froissé sur lesquels était écrit un texte posant des questions sur le paradoxe entre la fierté des 6000 ans d'histoire et la relative absence de souvenirs du passé récent. L'installation a été reprise au Musée d’art moderne et contemporain de Lièges en incluant des noms de disparus d’Argentine. 
La même année, Sehnaoui présente des installations à l'étranger, qui abordaient des thèmes à la portée globale. Ainsi elle montra Sand (en français : Sable), une réaction contre la désertification et la pénurie d'eau potable en Tunisie, durant la 3ème biennale d'art méditerranéen à Tunis. 
En 2006, le Lebanese Committee of the Families of the Kidnapped and Disappeared (Comité libanais des familles des kidnappés et disparus) commande à Sehnaoui une installation. À cette date, plus de 3000 individus étaient encore considérés disparus durant la guerre civile, et la loi d'amnistie de 1991 empêchait l'investigation de leurs localisations ou de leurs décès. Sehnaoui attire l'attention sur cette situation avec une installation qu’elle intitule Waynoun?/Where Are They? (Où sont-ils ?) contenant 3000 noms et 400 photographies collées sur des ballons géants noirs ou blancs, et les expose dans les ruines de l'œuf, un cinéma inachevé au centre-ville de Beyrouth. 

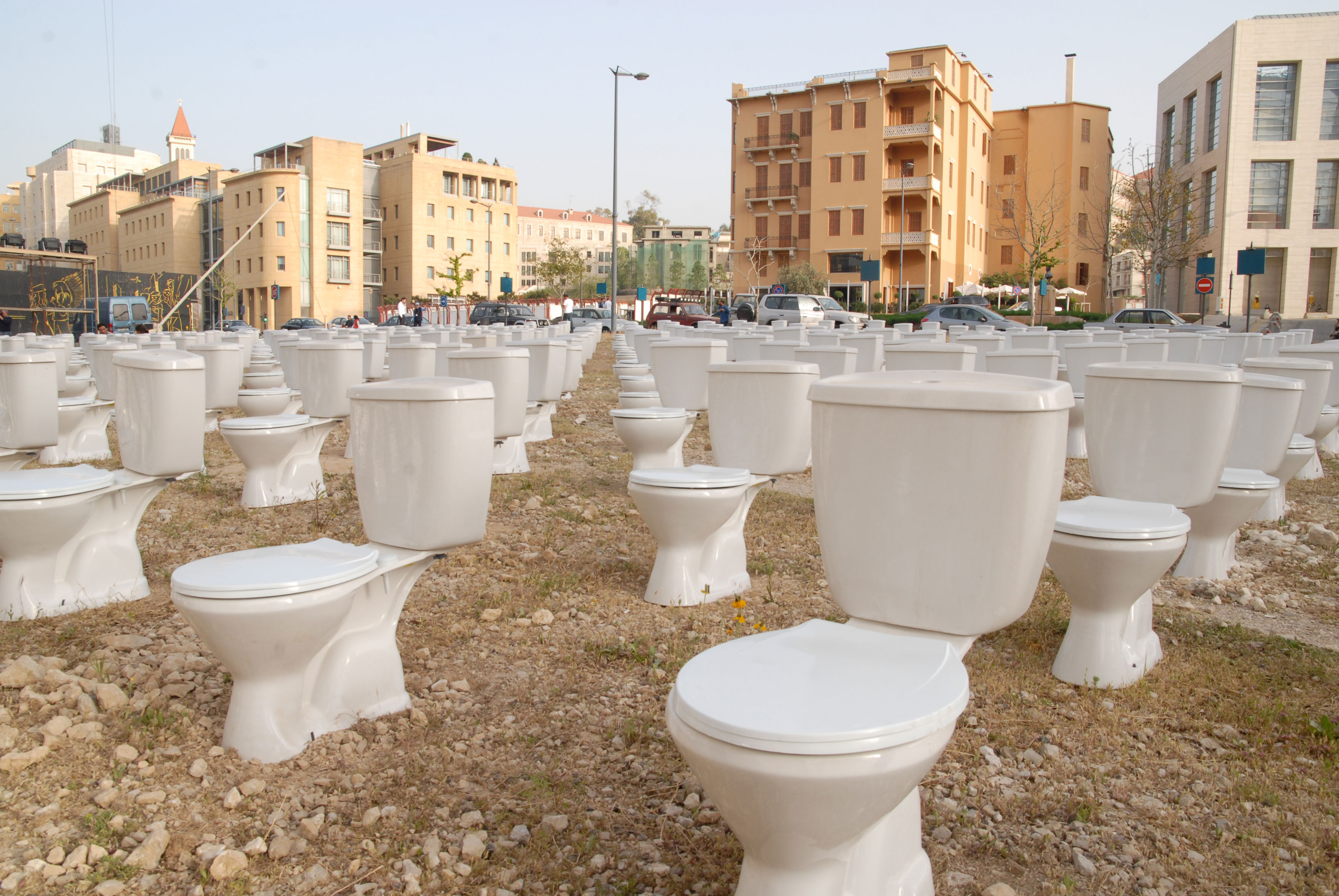
Nada Sehnaoui, Vue de l'installation Haven't 15 Years of Hiding in the Toilets Been Enough? (Quinze années cachés dans les toilettes n’ont-t-elles donc pas suffi?), centre-ville de Beyrouth, 2008.

Deux ans plus tard, Sehnaoui expose Haven’t 15 Years of Hiding in the Toilets Been Enough? (Quinze années cachés dans les toilettes n’ont-t-elles donc pas suffi?), une installation qui consistait en 600 sièges de toilettes disposés en grille près de la place des Martyrs, au cœur du centre-ville de Beyrouth. L'œuvre était basée sur les souvenirs de Sehnaoui de la guerre civile, durant laquelle de nombreux Libanais se cachaient dans leur salle de bain pour se protéger des bombardements et des tirs des francs-tireurs,,,. 
En 2008, Sehnaoui présente à Marseille l'installation Migratory Symphony (Symphonie migratoire), où elle abordait le sujet de l'immigration. Pour cette œuvre, elle demande à 100 écoliers d’interroger un membre de leur famille à propos de leur histoire familiale d'immigration, un sujet pressant et contentieux des deux côtés de la Méditerranée. Migratory Symphony fut suivie de Rubble (Décombres), présentée à Doha, au Qatar, en 2009. Cette œuvre voit le jour après la guerre de juillet 2006 au Liban, lorsque Sehnaoui avait pris plus de 400 photographies des effets des bombardements israéliens de Beyrouth. Au-delà de l'origine spécifique des photographies, Rubble proposait une réflexion sur la capacité universelle de l'Homme à réduire la vie autrui à néant. 
En 2010, Sehnaoui se centre sur la question de la méditation en tant qu'outil de catharsis et de réconciliation. Elle présente This Too Shall Pass (Ceci aussi passera), une installation faite de plusieurs cercles concentriques de rouleaux à pâtisserie, au musée Sursock de Beyrouth. L'installation est conçue comme une prière pour le futur, en particulier après la guerre de 2006 au Liban. 
En 2011, elle expose To Sweep (Balayer), une accumulation de dizaines de balais semblant balayer un amas de mots incluant l'obscurantisme, le terrorisme, la guerre, et le totalitarisme. L'œuvre est présentée à Beyrouth au Beirut Exhibition Center puis à Londres au Royal College of Art. Elle constituait un acte de contestation civique ainsi qu'une métaphore pour recommencer, ce qui semblait particulièrement pertinent dans le monde arabe dans le contexte du Printemps arabe. Pour Sehnaoui, balayer représente non seulement un geste quotidien mais peut aussi être le symbole d'un puissant projet collectif après une guerre ou une révolution. 
En 2012, l'installation Light at the End of the Tunnel (Lumière au bout du tunnel), est montée sur le front de mer de Beyrouth, dans le quartier de Zaitunay Bay. Elle consistait en 360 parallélépipèdes rouges en bois imbriqués les uns dans les autres. L'œuvre invitait les passants à une réflexion autour de la politique sous-entendue dans une simple promenade dans la ville, et représentait un désir collectif pour un futur moins sombre,.

#### Retour à la peinture et à la sculpture (2016-présent)
L'exposition Along These Lines à la galerie Isabelle Van Den Eyde à Dubaï (2016), suivie de How Many How Many More (2019), à la galerie Tanit à Beyrouth, marquent le retour de Sehnaoui à la peinture et à la sculpture après une décennie durant laquelle Sehnaoui s'est concentrée sur les installations à grande échelle. Selon Sehnaoui, ce changement de direction découle d'un profond désir de peindre, car elle se considère avant tout une peintre qui a étendu sa pratique artistique à l'espace public. Bien que de dimensions moindre que ses installations publiques, les œuvres sont aussi le résultat d'un travail intense. Sehnaoui insiste aussi sur l'importance du temps de méditation durant le processus créatif. Les thèmes des peintures et sculptures de 2016-2019 s'inscrivent dans la continuation du projet global de Sehnaoui de travail sur la mémoire collective et la construction d'un avenir possible. En approfondissant sa réflexion philosophique, Sehnaoui propose une méditation sur le temps, la répétition, la résilience et l'espoir aux niveaux personnel et social.   

##### Peinture

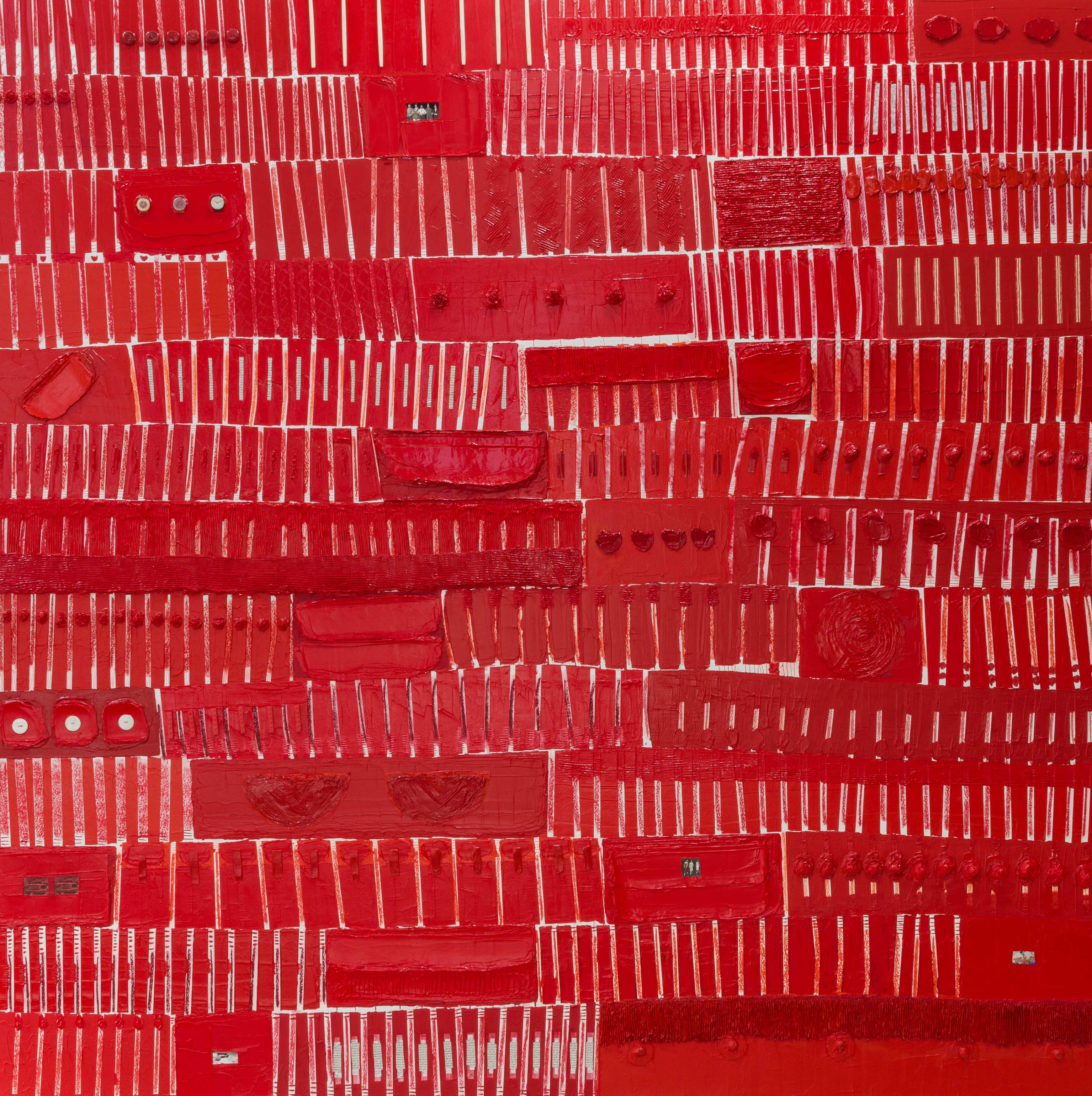
Nada Sehnaoui, How Many How Many More VIII, 2018-2019. Acryliques, pastels, crayons de couleur, cartes, journaux, photographies et perles sur toile, 200 x 200 cm.

En 2019, Sehnaoui expose une série de tableaux, Tulips for a Wounded Country, (Tulipes pour un pays blessé), commencée en 1991 sous forme d'impressions après une visite de champs de tulipes aux Pays-Bas. Les dizaines de tableaux de fleurs, où les tulipes sont présentées seules ou assemblées sur des grilles de couleurs vives, constituent des offrandes de paix pour le Liban, remplies de symbolisme d'espoir et de célébration. Elles envisagent la possibilité d'un monde non-violent. 
En 2016 et 2019, Sehnaoui expose aussi une collection de grandes toiles, How Many How Many More (Combien combien encore), caractérisées par la répétition systématique de bandes colorées, au sein desquelles elle insère des photographies d'archive, des boutons, des montres, des perles, des capsules de médicaments, et des bandes de journaux, créant des œuvres à la fois joyeuses et élégiaques. La série est une réaction envers les guerres contemporaines dans le monde arabe, en particulier la guerre en Syrie. Elle conduit à une réflexion personnelle sur la finitude de la vie humaine, ainsi qu'un plaidoyer pour la paix. Les œuvres sont à la fois des tableaux abstraits, des collages et des paysages qui soulignent la fragmentation de la mémoire personnelle et collective, et la répétition de bandes de couleur rappelle le décompte des jours d'une vie. 

##### Sculpture
En 2018 et 2019, Sehnaoui a aussi conçu plusieurs sculptures prenant pour sujet la stagnation socio-politique du Liban et le besoin de réconciliation nationale. In Pieces (En Morceaux) représente ainsi une carte du Liban en trois dimensions, faite de morceaux imbriqués les uns dans les autres puis espacés, évoquant les pièces séparées d'un puzzle. L'œuvre est aussi une métaphore pour les divisions continuelles du pays et la capacité des Libanais de s'unir en une nation. Les Mauvaises Nouvelles du Monde est une pile haute de près de deux mètres de numéros du quotidien libanais arabophone An-Nahar, collées entre elles et peintes en noir, pour proposer un commentaire sur l'omniprésence des mauvaises nouvelles et de la désinformation, tout en essayant de s'en débarrasser. Dans cette œuvre, l'information n'est plus  lisible, et le cycle de l'information 24h/24 est interrompu. Une autre sculpture, Broken (Cassé), consiste en une tour de balles de ping-pong écrasées et empilées sur un poteau, faisant référence à la dualité entre vulnérabilité et résilience aux niveaux personnel et étatique. En 2019, l'installation Lungs (Poumons), formait une ligne horizontale de pots d'échappement peints en blancs et accrochés sur un mur, un commentaire sur les questions relatives à la pollution de l’air, pour suggérer le désir collectif de respirer dans tous les sens du terme, et d’émettre un soupir de soulagement et un vœu pour une vie libre de toute sorte de pollution. 

## Œuvre
Ses premières œuvres cherchent à provoquer une discussion autour de la Mémoire des guerres, en particulier de celle de la guerre civile libanaise. Sehnaoui dénonce l'amnésie personnelle et collective autour de ce conflit, ainsi que la fragmentation physique et politique du Liban d'après-guerre. Son œuvre insiste non seulement sur l'impératif du devoir de mémoire mais aussi sur la nécessité d'un processus de réconciliation nationale. Sehnaoui interroge l'écriture de l'Histoire et la construction de l'identité nationale, dans le monde arabe et appelle à la réflexion et la rébellion contre le statu quo.
Les tableaux, sculptures et installations de Sehnaoui sont caractérisés par un travail sur la durée, établissant ainsi un parallèle entre son propre processus artistique et le temps nécessaire pour le travail de Mémoire. Elle est connue pour son utilisation fréquente de la répétition pour porter à la méditation, et qu'elle emploie comme moyen de construire son propos. Elle entrecroise le temps de la création de l'œuvre, le temps que prennent les visiteurs à en faire l'expérience, et le temps de l'archive, en particulier dans ses installations à grande échelle. Ces dernières, mises en scène dans l'espace urbain et des institutions, galeries ou musées, mettent en jeu des objets de la vie de tous les jours. Sehnaoui s'intéresse à la charge esthétique et émotionnelle de l’œuvre créant ainsi une rupture avec une certaine vision de l’art conceptuel.
Son travail inclut des installations telles que Fractions of Memory (Fractions de mémoire) (2003), Waynoun? Where are They? (Où sont-ils?) (2006), Haven’t 15 Years of Hiding in the Toilets Been Enough? (Quinze années cachés dans les toilettes n’ont-t-elles donc pas suffi?) (2008), et Light at the End of the Tunnel (Lumière au bout du tunnel) (2012), ainsi que des séries de toiles et d'œuvres sur papier incorporant des couches de peinture, des objets, des mots et des images, comme Peindre L'Orient-Le Jour 1999 (2000), How Many How Many More (Combien, combien encore) (2014–présent), ou encore Tulips for a Wounded Country (Tulipes pour un pays blessé) (1992–présent). 
Sehnaoui expose notamment à New York, Boston, Washington D.C., Londres, Paris, Marseille, Liège, Houston, Munich, Beyrouth, Dubaï et Doha. 
Sehnaoui est une activiste dans le domaine des droits de l'homme et de la réforme politique. Elle est membre de Beirut Madinati, une organisation concernée par les politiques publiques et urbaines, sous l'égide de laquelle elle s'est présentée aux élections municipales à Beyrouth en 2016. Elle est aussi un membre fondateur du Civil Center for National Initiative (Centre civil pour l'initiative nationale), qui mène notamment une campagne visant à éliminer les références à la religion des registres d'état civil, et une initiative pour administrer légalement le mariage civil au Liban.

## Expositions

### Expositions personnelles
2019 How Many How Many More. Galerie Tanit, Beyrouth, Liban,,
2016 Along These Lines. Gallery Isabelle Van Den Eynde, Dubaï, Émirats arabes unis,,
2009 Rubble. The Gallery à la Virginia Commonwealth University, Doha, Qatar
2008 Haven't 15 Years of Hiding in the Toilets Been Enough? Centre Starco, Beyrouth, Liban
2006 Waynoun? Where Are They? Centre-ville de Beyrouth, Liban
2003 Fractions of Memory. Place des Martyrs, Beyrouth, Liban
2000 Peindre L'Orient-Le Jour. Galerie Épreuve d’Artiste, Beyrouth, Liban

### Expositions collectives
2018 Féminités Plurielles. Galerie Tanit, Beyrouth, Liban
2017 Ourouba. Beirut Art Fair, Beyrouth, Liban
2011 Subtitled. Royal College of Art, Londres, Royaume-Uni
2011 Rebirth - Lebanon XXIst Century Contemporary Art. Beirut Exhibition Center, Beyrouth, Liban
2010 30th Salon d’Automne. Musée Sursock, Beyrouth, Liban
2010 Convergence, New Art From Lebanon. Musée de l'American University. Katzen Art Center, Washington, D.C., États-Unis
2008 L’Art au Féminin. Musée d'art moderne d'Alger, Algérie
2007 Transmission Survie, Voix de Femme. Musée d’Art Moderne et Contemporain, Liège, Belgique
2005 Levant Foundation Art from Lebanon. Gramillion Gallery, Houston, États-Unis
2004 Lebanon - The Artist's View II. The Gallery at Cork Street, Londres, Royaume-Uni
2004 IIIe Biennale Méditerranéenne des Arts de Tunis. Palais Khaireddine, Tunis, Tunisie
2001 L’Exception libanaise. Centre Wallonie-Bruxelles, Paris, France
1999 Galerie Rossler, Munich, Allemagne

## Collections publiques
Les œuvres de Sehnaoui font partie de plusieurs collections institutionnelles et privées, dont celles du Commissariat Général aux Relations Internationales de la Communauté Wallonie Bruxelles, du ministère de la culture des Émirats Arabes Unis, ainsi que la collection Saradar (Beyrouth, Liban), le musée Sursock (Beyrouth, Liban) et le musée MACAM (Alita, Liban). 

## Publications

### Livres
Sehnaoui est l'auteur de L'Occidentalisation de la vie quotidienne à Beyrouth 1860-1914 (2002), qui analyse les changements sociaux dans cette ville durant la période du Moutassarifat du Mont Liban. Elle a aussi contribué à la revue Bahithat (2005-2006), avec "Histoire d'une toile," qui relatait l'élaboration du portrait de la famille libanaise Azoury, et à La Revue de l'Ille (2002), avec un article intitulé "En quoi l'éducation artistique contribue-t-elle au développement de l'enfant?".  
L'œuvre de Sehnaoui est reproduite et analysée dans de nombreuses publications sur l'art contemporain libanais et international, dont It's Always Been, Contemporary Artists from Lebanon (2018), édité par la fondation Luciano Benetton, le livre d'Amal Traboulsi Galerie Épreuve d'Artiste, Chronique d'une galerie sur fonds de guerre (2017), celui Carla Calargé, Liban. Mémoires fragmentées d'une guerre obsédante: L'Anamnèse dans la production culturelle francophone (2000-2015), ainsi que Wild Art (2013) de David Carrier et Joachim Pissarro  et Resonances, 82 Lebanese Artists Reviewed by Helen Khal (2011),. 

### Catalogues d'exposition
2018 Féminités Plurielles. Galerie Tanit, Beyrouth, Liban
2016 Along these Lines. Galerie Isabelle Van Den Eynde, Dubaï, Émirats arabes unis. 
2013 Syri-Arts, 101 œuvres d'art pour les enfants syriens réfugiés au Liban
2011 Rebirth: Lebanon XXI st Century Contemporary Art. Beirut Exhibition Center, Beyrouth, Liban
2010, 2004, 2003, 2000, 1997, 1995 Salon d'Automne, Musée Nicolas Ibrahim Sursock, Beyrouth, Liban 
2010 Convergence, New Art from Lebanon. American University Museum, Katzen Art Center, Washington, DC, États-Unis 
2008 L'Art au féminin. Musée National d'Art Moderne et Contemporain, Alger, Algérie 
2007 Sign and Calligraphy, ArtParis-Abu Dhabi, Emirats arabes unis 
2006 Pinceaux pour Plumes, 42 peintres libanais à l'appel du livre. Musée Nicolas Ibrahim Sursock, Beyrouth, Liban
2004 Lebanon: The Artist's View II. La galerie de Cork Street, Londres, Royaume-Uni 
2001 L'Exception libanaise. Centre Wallonie-Bruxelles, Paris, France 
2000 Peindre L'Orient le Jour. L'Orient-Le Jour, Beyrouth, Liban
2000 Nada Sehnaoui and TS Eliot. Denise Bibro Fine Art, New York City, États-Unis 

### Presse internationale
Sehnaoui a été le sujet d'articles dans de nombreux quotidiens et magazines internationaux, dont Le Monde, le Los Angeles Times, El Mundo, le Washington Post, L’Express International, Courrier International, et Le Figaro. 

## Activisme civique et politique
Sehnaoui est activement impliquée dans la vie civique et politique libanaise. Elle défend la promulgation de lois civiles pour surpasser le système sectaire au Liban, et promouvoir les libertés individuelles, ainsi que des mesures progressives pour préserver l'environnement, améliorer le système de santé, et protéger les droits de l’homme. 
Sehnaoui est une membre fondatrice du Civil Center for National Initiative (en français : Centre civique pour l'initiative nationale), une organisation qui travaille entre autres sur une campagne légale pour éliminer la référence à la religion de l'état civil, et une initiative pour administrer le mariage civil au Liban. Elle est aussi membre de Beirut Madinati (en français : Beyrouth ma ville), une organisation concernée par les politiques publiques et urbaines, qui opère en dehors des partis politiques traditionnels et confessionnels. Elle s'est présentée aux élections municipales deux fois à Beyrouth, la deuxième fois sous l'égide de Beirut Madinati en 2016, face à des candidats des partis sectaires traditionnels,. Malgré 32,000 votes (ce qui représentait environ 40% des voix) la liste dont Sehnaoui faisait partie n'a pas été élue. 
Depuis la fin des années 1990, Sehnaoui a aussi publié plusieurs articles sur les droits de l'homme et la politique dans la presse libanaise francophone et arabophone, notamment le quotidien An-Nahar. Dans ces articles, Sehnaoui défend la justice sociale, les droits de l'homme et la réforme politique. Elle a entre autres discuté du mariage civil, de l'environnement, de la censure, des droits de la femme, des droits de l'homme, et de l'interdiction de fumer dans les espaces publics. Elle a aussi demandé la réforme du système politique sectaire et des lois électorales ,,, et abordé le sujet du lourd héritage social et politique de la guerre civile. 